# Mel Allen
Melvin Israel, dit Mel Allen, (14 février 1913 - 16 juin 1996) est un journaliste sportif américain qui opéra notamment dans le baseball comme voix officielle des New York Yankees. Il reçoit, avec Red Barber, le premier Prix Ford C. Frick en 1978.

## Biographie

### Débuts
Natif de Birmingham en Alabama, Mel Allen suit des études de droit à l'Université d'Alabama. Il est diplômé de cette université où il se découvre la passion de vie : le journalisme sportif. Il commente ainsi notamment les matchs universitaires de football américain du Crimson Tide de l'Alabama. 
Après ses études, il part pour une semaine en vacances à New York (1937). Il ne repart pas. Il auditionne pour CBS Radio qui le connait déjà à la suite de ses commentaires universitaires. Il est embauché. Il apprend alors son métier en effectuant toutes sortes d'interventions, sportives ou non sportives. C'est ainsi lui qui annonce sur l'antenne de CBS la catastrophe du Hindenburg le 6 mai 1937. Il devient ensuite une célébrité nationale en assurant le commentaire d'une course automobile (Coupe Vanderbilt) depuis un avion. Le départ de l'épreuve est retardée en raison de chutes de pluie, mais Mel Allen assure quand même le commentaire à l'antenne malgré des conditions difficiles.

### Baseball
Dès 1938, Mel Allen est au commentaire des Séries mondiales puis devient le voix officielle des Senators de Washington en 1939. Il rentre à New York dès juin 1939 pour devenir la voix officielle des Yankees de New York, poste qu'il occupe jusqu'en 1943. C'est à cette période qu'il modifie son nom, de Melvin Israel à Mel Allen. Durant son service militaire (1944-1945) il travaille à la radio des forces armées. Après ses obligations militaires, il retrouve son poste chez les Yankees de New York pour dix-huit années, couvrant ainsi toute la période dorée du baseball new-yorkais. Dans les rares cas où les Yankees ne sont pas présents en Séries mondiales, l'aura de Mel Allen est telle, qu'il est quand même au commentaire. Il perd sa voix lors de la série de 1963. Cet épisode est resté fameux.
Mel Allen utilise nombre de formules qui font date. « Hello there, everybody! » en début de partie, « How about that?! » ou « Going, going, gone! ». 
En 1964, les Yankees sont en Série, mais Allen n'assure pas le commentaire. Il a été remercié, sans raison, par les Yankees en septembre 1964. Les Yankees n'ont jamais expliqué les motivations de ce choix. Les fans inondent alors les Yankees de courrier pour demander le retour d'Allen, mais le licenciement d'Allen est confirmé par la franchise new-yorkaise le 17 décembre. Allen travaille alors pour les Braves de Milwaukee (1965) puis les Indians de Cleveland (1968).
Allen revient chez les Yankees en 1976 où il retrouve une place de commentateur radio et télé jusqu'en 1985. Il apparait ensuite dans des spots publicitaires des Yankees durant la deuxième moitié des années 1980.
De 1977 à 1996, il présente l'émission hebdomadaire de baseball This Week in Baseball à la télévision. 
En 1978, il ouvre, avec Red Barber, le palmarès du Prix Ford C. Frick décerné par la Ligue majeure de baseball. Il est admis au Radio Hall of Fame en 1988.
Le 25 juin 1998, les Yankees de New York inaugurent une plaque commémorative au Yankee Stadium en l'honneur de Mel Allen. Cette dernière indique : « A Yankee institution, a national treasure » et comprend l'une des formules : « How about that? ».

### Autres sports
Allen commence sa carrière en assurant les commentaires de football américain universitaire à l'Université d'Alabama. Il se consacre ensuite principalement au baseball, mais commente également 14 Rose Bowls, 2 Orange Bowl et 2 Sugar Bowls. Il commente également des matchs de NFL, notamment pour les Giants de New York.